# Cypr na Zimowych Igrzyskach Olimpijskich 1994
Cypr na Zimowych Igrzyskach Olimpijskich 1994 reprezentowała jedna zawodniczka – narciarka alpejska Karolina Fotiadu, która była chorążym ekipy.

## Narciarstwo alpejskie
| Karolina Fotiadu | Supergigant | 1:43,97 | 46. |